# Шести славонски корпус НОВЈ
Шести славонски корпус НОВЈ формиран је 17. маја 1943. године. Од оснивања, па до 20. јуна 1943. звао се Први славонски корпус, а до 5. октобра 1943. Други хрватски корпус. 
У његов састав су приликом формирања ушле Десета и Дванаеста славонска дивизија. Приликом формирања имао је око 5.200 бораца, а већ од 6. јула 1943. године 6.496 бораца. Први командант корпуса био је Петар Драпшин, а после њега Мате Јерковић. Политички комесар корпуса био је Отмар Креачић.
Шести корпус расформиран је 21. априла 1945. године.

## Борбени пут корпуса
До 2. јуна 1943. године, корпус је ослободио сва места у Пожешкој котлини, осим Славонске Пожеге и Плетернице. После напада на Нашице, 4. јуна, главнима корпуса се пребацила преко Крндије и Папука на запад и оријентисала дејства на комуникацију Вировитица–Дарувар–Пакрац, док је део јединица срушио железничку пругу Београд–Загреб. До средине јуна, корпус је уништио или оштетио око 14 километара пруге, 500 вагона и већи број локомотива.
У саставу корпуса били су формирани наредбом од 29. јуна Диљски, Пожешки, Даруварски и Билогорски партизански одред. По наређењу Главног штаба НОВ Хрватске, Дванаеста дивизија била је пребачена, крајем јуна, из Славоније преко Билогоре, Мославине и Калника у Хрватско загорје, где је вршила нападе на мања непријатељска упоришта. У Славонији су били задржани Десета дивизија и партизански одреди. Да би се избегао удар надмоћнијих непријатељских снага, штаб Шестог корпуса пребацио је Седамнаесту бригаду Десете дивизије у Банију, а у Славонији је задржао 21. бригаду и партизанске одреде.
Почетком августа, јединице корпуса вратиле су се у Славонију (Дванаеста дивизија на Билогору и у рејон Воћина, а Десета дивизија у рејон Бучја и Орљавца, одакле се касније пребацила на Диљ гору) и до краја августа углавном дејствовале у захвату комуникација. Дана 1. јула, у састав корпуса ушао је Први далматински батаљон, а формирани су мађарски батаљон „Шандор Петефи“ и немачка чета „Ернст Телман“ 15. августа, а 25. августа Противчетнички батаљон за борбу против четничких група убачених из Босне.
После капитулације Италије 1943, у Загребачку област пребачена је Десета дивизија, која је тамо дејствовала до краја године. У септембру је од 25. бродске бригаде, Диљског, Подравског и Пожешког одреда формирана Источна, а од Посавског, Даруварског и Билогорског одреда Западна група НОП одреда. Штабу Западне групе била је потчињена и Чехословачка бригада „Јан Жишка“, формирана 26. октобра 1943. године. 
Тако је Шести корпус крајем октобра 1943. имао у саставу 12. и 28. дивизију, Источну и Западну групу НОП одреда, Противчетнички батаљон, Први диверзантски батаљон и Артиљеријски дивизион. Штаб корпуса имао је Прво одељење са персоналним, оперативним, информативним, артиљеријским, инжењеријским и политичко-обавештајним одсеком и Друго одељење са интендантским, санитетским, техничким, војносудским и одсеком за војне власти у позадини. У кпрпусу се тада налазило 10.733 бораца, а од наоружања налазиле су се 6.154 пушке, 130 аутомата, 285 пушкомитраљеза, 70 митраљеза, 44 минобацача, 9 противтенковских пушака, 7 топова, 3 хаубице и 458 пиштоља.
У октобру 1943, јединице корпуса ослободиле су Чачинце, Гашинце, Горјане и Брезик, на 136 места порушиле железничку пругу Београд–Загреб, уништиле 14 локомотива, 141 вагон, 19 мостова и остало. Почетком новембра, 12. бригада је пребачена преко Саве и водила је борбе на Мотајици против четника до маја 1944, а омладинска бригада „Јожа Влаховић“ водила је борбе на Жумберку, где је била до јуна 1944. године. Отале јединице крпуса водиле су борбе у рејону Вировитице, Ораховице, Чачинаца и Миклеуша и порушиле железничку пругу Вировитица–Подравска Слатина–Чачинци. Његови делови су 16. децембра безуспешно напали Ђаково, 17. децембра заузели Горјане, а 23. децембра код Сибиња и Громачника уништиле немачку колону од 98 камиона и 20 мотоцикала.
У јануару 1944, јединице корпуса дејствовале су у Пожешкој котлини, а фебруара и марта напале су комуникације у том простору. Крајем фебруара, чехословачка бригада „Јан Жишка“ стављена је под непосредну команду штаба Шестог корпуса, 1. марта у 12. дивизији формирана је Осјечка бригада, а 25. бродска бригада ушла је у састав 28. дивизије. Дана 10. априла, у саставу корпуса формиран је и батаљон за борбу против пете колоне (батаљон ППК).
Почетком априла 1944, јединице корпуса дејствовале су на подручју Вировитице, Чачинаца и Дарувара, а 5. априла заузеле су Подравску Слатину. Јаке немачке и усташко-домобранске јединице прошле су од 25. априла до 10. маја слободну територију с намером да униште Шести корпус. Избегавајући веће сукобе са надмоћнијим непријатељем, јединице корпуса повукле су се на Псуњ, Папук и Равну гору, да би затим усмериле дејства на Мославину, Билогору, Калник, у Подравину и на пругу Београд–Загреб. Поред тога, јединице корпуса заузеле су, 20. јуна, Подгорач у којем се налазило око 500 немачких војника и 150 усташа и домобрана. Тада је заробљен 101, а погинуо 361 немачки војник и усташа. 
Јединице корпуса су потом одбијале честе нападе непријатеља из Нашица, Ђакова, Славонског Брода и Плетернице на слободну територију. У јуну и јулу повећан је прилив нових бораца, посебно из Славонског Брода, Славонске Пожеге, Дарувара и Винковаца. Због тога је 15. јула формирана 40. дивизија, Подравски партизански одред, а у другој половини августа Четврта бригада КНОЈ и Вировитичка бригада. На оперативном подручју корпуса формирана је, фебруара 1944, Војна област која је средином исте године имала шест команди војних подручја и 16 команди места. 
Почетком септембра 1944, корпус је имао у свом саставу 12. ударну дивизију, 28. ударну дивизију, 40. дивизију, Источну групу НОП одреда, Западну групу НОП одреда, Артиљеријски дивизион, Први диверзантски одред, мађарски батаљон „Шандор Петефи“, немачку чету „Ернст Телман“ и Батаљон против пете колоне, са укупно 11.229 бораца наоружаних са 6.150 пушака, 342 аутомата, 379 пушкомитраљеза, 131 митраљезом, 69 минобацача, 22 топа и 18 ручних бацача.
У лето 1944, јединице корпуса су заједно са војнопозадинским службама, органима народне власти и народом обезбедиле сакупљање урода и део жита пребациле преко Саве до јединица Четвртог копруса НОВЈ у Банију. У августу, корпус је ослободио скоро сву Даруварску котлину, крајем августа и почетком септембра порушио пругу Београд–Загреб на 598 места и до средине септембра ослободио Пожешку котлину. Ноћу 13./14. септембра, 28. дивизија прешла је Саву код Кобаша, прихватила своју 21. бригаду и затим се пребацила у Србију, где је ушла у састав Дванаестог војвођанског корпуса.
Јединице Шестог корпуса, које су остале у Славонији, заузеле су 26. септембра Подравску Слатину и Чађавицу, у октобру Вировитицу, Питомачу, Клоштар Подравски, Ђурђевац, Новиград Подравски и Вирје, у новембру Пишкоревце, Клокочевац и Марковац, а у децембру Плетерницу, Врбицу, Славонску Пожегу и друга места. 
После ових борби, формирана је у децембру 1944. у саставу Шестог корпуса Артиљеријска бригада, а расформирани су Подравски и Осјечки одред. Мађарски батаљон „Шандор Петефи“ био је стављен под команду Главног штаба НОВ и ПО Војводине. Наредбом Врховног штаба НОВ и ПОЈ од 1. јануара 1945, јединице корпуса стављене су под команду Штаба Треће армије, а наредбом Главног штаба Хрватске корпус је 2. јануара добио назив ударни.
У јануару 1945, корпус је дејствовао у ширем подручју Грубишног Поља и Питомаче, фебруара око Трнаве, Томашице, Кајгане, Херцеговца и у захвату пута Воћин–Бучко Каменско, заузео је Шушњаре Каменске, Вучјак, Звечево и Воћин. После ослобођења Велике, 23. марта 1945, затим борби око Ветова и дуж комуникације Ораховица–Кутјево у првој половини априла и борби за ослобођење Нашица и Ђурђеновца 15. и 16. априла, Штаб Шестог ударног корпуса био је расформиран 25. априла 1945. године. Његова 12. и 40. дивизија ушле су у састав Треће армије ЈА и учествовале у коначном ослобођењу Славоније, Мославине, Хрватског загорја и Словеније.